# Whithorn
Whithorn (Schots: Taigh Mhàrtainn) is een kleine burgh in Dumfries and Galloway, Schotland, op ong. 10 mijl ten zuiden van Wigtown.
In Whithorn is de oudst bekende christelijke kerk in Schotland te vinden, gebouwd door Sint Ninian in de vierde eeuw.

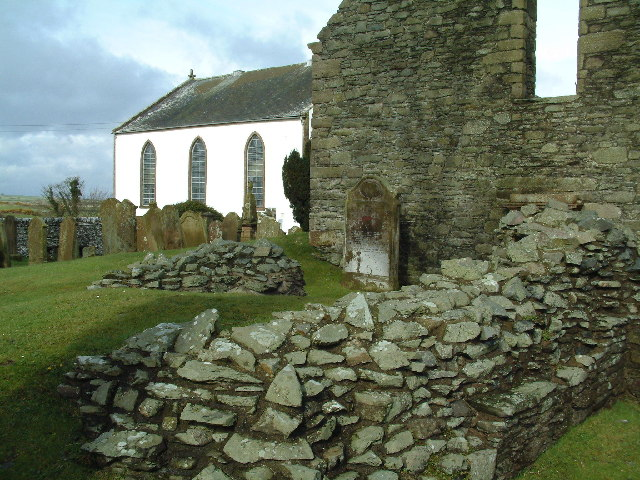
Kerk van St. Ninian
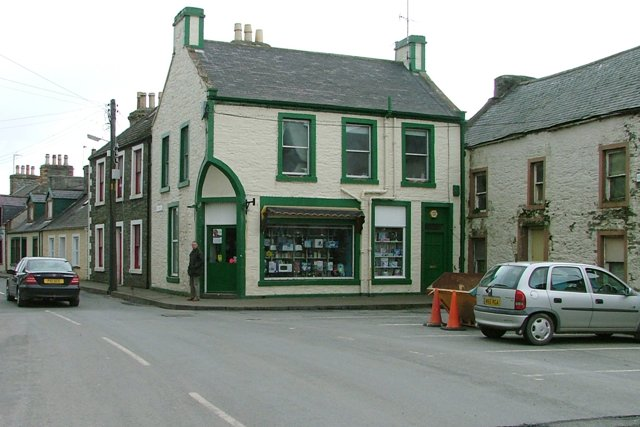
Winkeltje in Whithorn